# 第2次シャフリル内閣
第2次シャフリル内閣 (だいにじ シャフリル ないかく、インドネシア語: Kabinet Sjahrir Kedua) は、ソエタン シャフリルが2度目に率いるインドネシアとしては3番目となる内閣。第2次シャフリル内閣は1946年3月12日から1946年10月2日まで続いた。

## 背景
第1次シャフリル内閣はタン・マラカと反政府勢力ペルジュアンガンの反対を受けて辞任または解散を余儀なくされた。 その後、スカルノ大統領はこのグループに新政府の樹立を提案したが、タン・マラカがスカルノを打倒しようとしているという他のグループの懸念により、これは実現できなかった。その後、スカルノ大統領は中央インドネシア国家委員会の支援を得て、シャフリル氏に新内閣の再結成を要請した。 中央インドネシア国家委員会はシャフリルに対し、より広い範囲や代表を擁する内閣を結成するよう要請した。 シャフリル氏は、シャフリル氏が新閣僚選出の最大の発言者となることを条件に要請を受け入れた。

## 内閣の顔ぶれ・人事
| 職名               | 氏名           | 氏名                                           | 期間           | 期間           | 内閣 | 内閣               |
| 職名               | 氏名           | 氏名                                           | 就任日         | 事務所完成日   | 内閣 | 内閣               |
| ------------------ | -------------- | ---------------------------------------------- | -------------- | -------------- | ---- | ------------------ |
| 内閣総理大臣       |                | スータン・シャフリル                           | 1946年 3月12日 | 1946年 10月2日 |      | 社会党             |
| 外務大臣           |                | スータン・シャフリル                           | 1946年 3月12日 | 1946年 10月2日 |      | 社会党             |
| 内務副大臣         |                | アグス・サリム                                 | 1946年 3月12日 | 1946年 10月2日 |      | 無所属             |
| 内務大臣           |                | スダルソノ                                     | 1946年 3月12日 | 1946年 10月2日 |      | 社会党             |
| 人民安全保障大臣   |                | アミール・シャリフディン                       | 1946年 3月12日 | 1946年 10月2日 |      | 社会党             |
| 内人民安全保障大臣 |                | アルジ・カルタウィナタ                         | 1946年 3月12日 | 1946年 10月2日 |      | 無所属             |
| 司法大臣           |                | ミスター・スワンディ                           | 1946年 3月12日 | 1946年 6月22日 |      | 無所属             |
| 法務副大臣         |                | ハディ                                         | 1946年 3月12日 | 1946年 10月2日 |      | 無所属             |
| 逓信大臣           |                | モハマッド・ナシール                           | 1946年 3月12日 | 1946年 10月2日 |      | マシュミ           |
| 大蔵大臣           |                | スラチマン・チョクロディスルジョ               | 1946年 3月12日 | 1946年 10月2日 |      | 無所属             |
| 財務副大臣         |                | シャフルディン プラウィラネガラ                | 1946年 3月12日 | 1946年 10月2日 |      | マシュミ           |
| 農業大臣           |                | ザイヌディン・ラサド                           | 1946年 3月12日 | 1946年 6月26日 |      | 無所属             |
| 農政副大臣         |                | サクソノ                                       | 1946年 3月12日 | 1946年 6月26日 |      | 社会党             |
| 貿易大臣           |                | ダルマワン・マングンクスモ                     | 1946年 3月12日 | 1946年 6月26日 |      | 無所属             |
| 繁栄大臣           | 1946年 6月26日 | ダルマワン・マングンクスモ                     | 1946年 10月2日 |                |      | 無所属             |
| 繁栄副大臣         |                | サクソノ                                       | 1946年 6月26日 | 1946年 10月2日 |      | 社会党             |
| 運輸大臣           |                | アブドゥルカリム                               | 1946年 3月12日 | 1946年 10月2日 |      | 無所属             |
| 運輸副大臣         |                | ジュアンダ・カルタウィジャヤ                   | 1946年 3月12日 | 1946年 10月2日 |      | 無所属             |
| 公共事業大臣       |                | アビクスノ・チョクロスヨソ                     | 1946年 3月12日 | 1946年 10月2日 |      | キリスト教党       |
| 公共事業副大臣     |                | ハーリング・ラオ                               | 1946年 3月12日 | 1946年 10月2日 |      | インドネシア国民党 |
| 社会大臣           |                | マリア・ウルファ・サントソ                     | 1946年 3月12日 | 1946年 10月2日 |      | 無所属             |
| 社会問題副大臣     |                | アブドゥル・マジド・ジョジョハダイニングラット | 1946年 3月12日 | 1946年 10月2日 |      | 社会党             |
| 文部大臣           |                | モハマド・シャフェイ                           | 1946年 3月12日 | 1946年 10月2日 |      | 無所属             |
| 教育副大臣         |                | トゥドゥン スータン グヌン ムリア              | 1946年 3月12日 | 1946年 10月2日 |      | キリスト教党       |
| 宗教大臣           |                | モハマド・ラスジディ                           | 1946年 3月12日 | 1946年 10月2日 |      | マシュミ           |
| 保健大臣           |                | ダルマ セティアワン                            | 1946年 3月12日 | 1946年 10月2日 |      | 無所属             |
| 保健副大臣         |                | ヨハネス・ライメナ                             | 1946年 3月12日 | 1946年 10月2日 |      | キリスト教党       |
| 青少年担当国務大臣 |                | ウィカナ                                       | 1946年 3月12日 | 1946年 10月2日 |      | 共産党             |

## 内閣の動き
スワンディ法務大臣は1946年6月22日に辞任した。その4日後、ザイヌッディン・ラサド農業・物資大臣は、同省が後に繁栄省となった通商産業省に統合され、大臣の職を失った。ダルマワン・マングンクスモが繁栄大臣に任命され、サクソノが次席大臣に任命された。

## 内閣の解散
1946年6月27日、闘争同盟の一員であるスダルソノ少将が指揮する兵士らによるシャフリル2世とダルマワン・マングンクスモの誘拐により、シャフリル2世内閣は解散した。統一闘争は、シャフリル2世内閣がオランダと交渉し、インドネシアの一部をカバーする事実上の領土をオランダに引き渡すことで完全独立の考えを裏切ったと信じていた。残りの閣僚はアミール・シャリフェディンを議長とする会議を開き、スカルノ大統領に全権限を移譲することを提案した。その後、大統領は6月28日に発布された政令を通じて政府を掌握した。この法令によりインドネシアは大統領制に戻り、内閣は自動的に解散された。